# Святово
Свя́тово — село в Переславском районе Ярославской области России.

## География
Деревня расположена в пределах Волжско-Нерльской низины, стоит в долине реки Нерль. С востока примыкает д. Камышево.

### Климат
Святово, как и всё бывшее Нагорьевское сельское поселение, располагается в умеренно климатическом поясе.
Суммарный радиационный баланс положительный: средняя многолетняя годовая температура воздуха +3-3,5 °С. Зимой баланс отрицательный (средняя температура января около минус 13,3 °С), летом же — положительный (в июле около 18 °С).
В среднем выпадает 500—660 мм осадков в год, максимум летом. Количество осадков превышает испарение, поэтому коэффициент увлажнения составляет 1,2-1,3. Толщина снегового покрова около 30-70 см.
Преобладающие ветры связаны с общей циркуляцией атмосферы в умеренном поясе России. Поэтому чаще ветры дуют с юга, юго-запада. В теплые периоды года чаще, чем в холодные, повторяемость северо-западных, северных и северо-восточных ветров. Скорости ветра небольшие, в среднем 3,5-5 м/с, иногда сильные — 10-15 м/с, очень редки штормовые — более 15 м/с.

## История
В 1628 году приходская церковь находилась в сельце Фалисове и самого села Святова не существовало. Сельцо Фалисово значилось за Абрамом Ивановым Засецким, а в сельце церковь Василия Кесарийского.
В 1698 году вотчинник стольник Фёдор Иванов Замыцкий перенёс приходской центр из сельца Фалисова на пустошь Семёнкову на расстояние 2 км от прежней церкви. Здесь построена была новая церковь во имя святого Василия Кесарийского. Вокруг этой церкви и образовалось вскоре село Святово.
В 1782 году вместо деревянной церкви, с благословения преосвященного Феофилакта, епископа Переславского, в Святове начал строиться каменный храм. Постройка была окончена в 1794 году. Новый храм был освящён в честь Знамения Пресвятой Богородицы, а придел при нём во имя святого Василия Великого. Этого храма в селе Святово уже нет, а на его сейчас находятся магазин и жилые дома.
С 1885 года в селе была земская народная школа.
Весной 1931 года в селе появился однотурбинный льнозавод, работающий по сей день.

## Население
| 1859 | 1905 |
| ---- | ---- |
| 245  | 288  |

| 1859 | 1905 | 1926 | 2007 | 2008 | 2010 |
| ---- | ---- | ---- | ---- | ---- | ---- |
| 245  | ↗285 | ↗297 | ↘81  | →81  | ↘76  |

## Инфраструктура
Личное подсобное хозяйство с зоной сельскохозяйственного использования, индивидуальная застройка усадебного типа.
Основа экономики — сельское хозяйство.
работает конно-спортивный комплекс «Святово», святовский питомник и другие предприятия, объединённые под эгидой ЗАО «Станица Святово». Ведется строительство культурно-просветительского центра.

## Транспорт
Остановка общественного транспорта «Святово»